# Louise Brown
Louise Joy Brown (* 25. Juli 1978 in Oldham, England) ist der erste in vitro gezeugte Mensch.

## Leben
Louise Joy Brown wurde um 23:47 Uhr Ortszeit durch einen Kaiserschnitt geboren. Sie hatte ein Geburtsgewicht von 2600 g und eine Körperlänge von 49 cm. Bei der Mutter Lesley Brown (1947–2012) war durch den britischen Gynäkologen Patrick Steptoe, den Physiologen Robert Edwards und die Embryologin und Krankenpflegerin Jean Purdy eine künstliche Befruchtung durchgeführt worden.
Das Londoner Massenblatt Daily Mail berichtete ausführlich von der Geburt, man hatte sich von Louises Mutter Lesley die Exklusivrechte gesichert.
Louise Brown meidet die Öffentlichkeit. Sie „fühle sich nicht als etwas Besonderes“, sei „einfach ganz normal“, gebe nicht gern Interviews und habe auch nichts Aufregendes zu erzählen. Ihren 25. Geburtstag verbrachte sie 2003 in Bristol gemeinsam mit 1000 weiteren Menschen, die durch künstliche Befruchtung gezeugt worden waren. Im Februar 2017 sprach sie vor dem Europäischen Parlament. Eine Veranstaltung zu ihrem 40. Geburtstag 2018 in Barcelona wurde von rund 12.000 Medizinern besucht. Sie hielt auch Reden in New York und Tokio.
Am 4. September 2004 heiratete sie, ihre beiden Kinder (Stand Juli 2018) wurden auf natürlichem Weg gezeugt und geboren.